# Cyrille Patoux
Cyrille Patoux, né le 20 mai 1985 à Freneuse en Seine-Maritime, est un coureur cycliste français.

## Biographie
Auteur d'une bonne saison 2012 qui le voit notamment devenir champion de Normandie sur route et terminer sur la deuxième marche du podium du championnat de France sur route amateurs, il passe professionnel en 2013 au sein de l'équipe continentale française Roubaix Lille Métropole. Il gagne cette année-là le Grand Prix de Luneray, une course nationale. 
Non conservé par les dirigeants roubaisiens à l'issue de la saison, il retourne au VC Rouen en 2014 puis s'engage auprès du VC Pays de Loudéac (club de DN2) en 2015. Il quitte cette équipe et s’engage en faveur de l'ES Torigni en 2019. Il quitte ce club à la fin de la saison 2021 et rejoint le VS Vallettais. Toutefois, il revient à Torigni l’année suivante.

## Palmarès

### Palmarès sur route
- 2008
  - 2e du Grand Prix de Bavay
- 2009
  - 4e étape du Circuit des plages vendéennes
  - Circuit des Deux Provinces
  - 2e du Grand Prix Christian Fenioux
  - 3e du Circuit des plages vendéennes
  - 3e de Manche-Océan
  - 3e du Souvenir Jean-Graczyk
- 2010
  - 2e épreuve du Challenge Mayennais[2]
  - 1re étape des Trois Jours de Cherbourg
  - 2e de l'Étoile d'or
- 2011
  - Critérium du Port de Caen
  - 2e du Prix de Beauchamps
  - 3e de La Gainsbarre
  - 3e du Grand Prix de Blangy-sur-Bresle
- 2012
  - Champion de Normandie sur route
  - Grand Prix de Saint-Hilaire-du-Harcouët
  - 3e étape du Tour de Franche-Comté
  - Critérium d'Avranches
  - 2e du championnat de France sur route amateurs
  - 3e du Grand Prix d'Écommoy
  - 3e du Grand Prix de la Saint-Laurent
  - 3e des Trois Jours de Cherbourg
  - 3e du Trio normand
- 2013
  - Grand Prix de Luneray
- 2014
  - Grand Prix de Gommegnies
  - 2e de Paris-Mantes-en-Yvelines
  - 2e de La Gislard
  - 2e du Grand Prix de Luneray
  - 2e du Grand Prix du Mans
  - 2e du Prix des Grandes Ventes
  - 2e du Trio normand
  - 3e des Boucles Nationales du Printemps
  - 3e du Grand Prix de Chartres
  - 3e du Grand Prix de Bavay
- 2015
  - Critérium de Giberville
  - Grand Prix de Domjean
  - Prix de Coutances
  - 2e de La Gainsbarre
  - 2e du Tour de Belle-Île-en-Mer
  - 3e du Circuit de l'Essor
  - 3e de Manche-Atlantique
  - 3e du Tour de Loire-Atlantique
- 2016
  - Boucles de l'Essor
  - 3e étape du Tour de Bretagne
  - 2e du Grand Prix de Rennes Liberté
  - 3e du Souvenir Vincent-Moreau
  - 3e du Grand Prix du Pays d'Aix
  - 3e du championnat de Bretagne
  - 3e du Circuit des Remparts
- 2017
  - Souvenir Louison-Bobet
  - Grand Prix du Pays de Montbéliard
  - Nocturne de La Haye-du-Puits
  - 3e de l'Étoile d'or
- 2018
  - Boucles Sérentaises
  - Grand Prix Le Ham
  - 2e du Grand Prix de Guichen
  - 2e du Grand Prix de Fougères
  - 3e de Redon-Redon
  - 3e du Circuit des Matignon
  - 3e de la Nocturne de La Haye-du-Puits
  - 3e du Tour de Rhuys
- 2019
  - Étoile de Tressignaux
  - Circuit des Remparts
  - Grand Prix Le Ham
  - Grand Prix d'Avranches
  - 2e de la Vienne Classic
  - 2e de la Ronde Briochine
  - 2e du Circuit des Matignon
  - 2e de la Nocturne de La Haye-du-Puits
  - 2e de Jard-Les Herbiers
  - 3e du Grand Prix d'Yquelon
  - 3e du Challenge Mayennais
- 2020
  - Champion de Normandie sur route
  - 3e du Tour de Rhuys
- 2021
  - Circuit des Matignon
  - Nocturne de La Haye-du-Puits
  - 3e du Caux Tour
  - 3e du Grand Prix des Perreyeux
- 2022
  - 3e du Grand Prix de Saint-Georges-sur-Loire
- 2025
  -  Champion de France du contre-la-montre masters 3 (40-44 ans)[3]

### Classements mondiaux
| Année           | 2009 | 2010 | 2011   | 2012 | 2013 | 2014 | 2015 |
| --------------- | ---- | ---- | ------ | ---- | ---- | ---- | ---- |
| UCI Europe Tour | 922e |      | 1 087e | 687e | 649e | 358e | 815e |

### Palmarès en cyclo-cross
- 2013-2014
  - Cyclo-cross de Colleville-sur-Mer[10]
- 2018-2019
  - Cyclo-cross de Saint-Maugan[11]